# Vlad Chiricheș
Vlad Iulian Chiricheș (Bákó, 1989. november 14. –) román válogatott labdarúgó, a Sassuolo játékosa. 2013-ban Az év labdarúgójának választották Romániában. 
A román válogatott tagjaként részt vett a 2016-os Európa-bajnokságon. Ő volt a válogatott csapatkapitánya. 

## Sikerei, díjai
Steaua București
- Román bajnok (1): 2012–13
- Román szuperkupa (1): 2013

Egyéni
- Az év román labdarúgója (1): 2013